# Ак-Чыраа (Овюрский кожуун)
Ак-Чыраа (тув. Ак-Чыраа) — село в Овюрского кожууне Республики Тыва. Административный центр и единственный населённый пункт Сарыг-Хольского сумона.

## География
Село находится у озера Амдайгын-Холь недалеко от границы с Монголией.
Уличная сеть
ул. Ирбитей, ул. Малчын, ул. Севен-оол, ул. Тумат, ул. Чалаа, ул. Чыжыргана.
К селу административно относятся местечки (населённые пункты без статуса поселения): м. Доруг аъттыг, м. Дыттыг-Хонаш, м. Иштии бел, м. Кара кожагар, м. Кара-Чыраа, м. Кок хаак, м. Куу оваа, м. Кызыл-Сайыр, м. Кызыл-Хая, м. Кыстар одээ, м. Оваа, м. Ортаа Сарыг-Хол, м. Рага-Сайыр, 668132 м. Саглан дыт, м. Сарыг-Сиген, м. Сарыг-Хол, м. Тээли белдири, м. Узун-Сайыр, м. Устуу Сарыг-Хол, м. Хайыракан баары, м. Хоолу ишти, м. Хорлуу, 668132 м. Чалаа, м. Чалаа баары, м. Чалаа ужу, м. Эвеген даг.
Ближайшие населенные пункты

## Население
| 2002 | 2010 | 2011 | 2012 | 2013 | 2014 | 2015 |
| ---- | ---- | ---- | ---- | ---- | ---- | ---- |
| 399  | ↗470 | ↘469 | ↗479 | ↘463 | →463 | ↗465 |
| 2016 | 2017 | 2018 | 2019 | 2020 | 2021 |      |
| ↘459 | ↗464 | ↘456 | ↗458 | ↗463 | ↘366 |      |

## Инфраструктура
- Ак-Чыраанская средняя общеобразовательная школа Овюрского Кожууна
- Детский сад «Сайзанак» села Ак-Чыраа
- Отделение почтовой связи села Ак-Чыраа
- Сельский Дом Культуры села Ак-Чыраа
- Администрация села Ак-Чыраа
- Администрация Сарыг-Хольского сумона

## Транспорт
Автодорога местного значения «Самагалтай-Ак-Чыраа».